# Rayman 2: The Great Escape
Rayman 2: The Great Escape ist ein 1999 erschienenes Jump-’n’-Run-Spiel von Ubisoft und ist ein Teil der Rayman-Serie. Der Nachfolger Rayman 3: Hoodlum Havoc erschien 2003.

## Handlung
Rayman wird von Roboter-Piraten zusammen mit Globox auf dem Gefangenenschiff  eingesperrt. Globox gibt Rayman einen besonderen Lum, welchen er von Ly, der Fee, erhalten hat. Der vorher geschwächte Rayman bekommt so einen Teil seiner Kräfte zurück. Zusammen gelingt ihnen die Flucht vom Piratenschiff, werden allerdings dabei getrennt.
Rayman trifft auf der Suche nach Globox und Ly die Kleinlinge, die ihn beim Kampf gegen die Robo-Piraten unterstützen wollen. Die Kleinlinge erzählen Rayman, dass er zur Rettung der Welt vier Masken finden müsse, um den Geist der Welt „Polokus“ aufzuwecken, der die Piraten besiegen könne. Rayman muss nun verschiedene Welten durchqueren, um die vier Masken zu finden.

## Spielprinzip
Rayman 2 ist im Gegensatz zu seinem Vorgänger dreidimensional. Der Spieler bewegt sich durch lineare Level mit Robo-Piraten, Rätseln und Lums, die eingesammelt werden können und für den Fortschritt im Spiel wichtig sind. Rayman hat am Anfang des Spiels noch wenig Fähigkeiten, aber im Verlauf des Spiels lernt man einige dazu. Mit Raymans Händen kann der Spieler schlagen oder Energie-Bälle schießen. Rayman kann im späteren Verlauf auch schwimmen  oder sich an lila Lums schwingen lassen. Raymans zweitbekannteste Fähigkeit, neben den Energie-Bällen, ist sein „Helicopter Hair“ mit dem er streckenweise schweben kann. Es gibt auch einige Spieleelemente, mit denen Rayman interagieren kann wie explosive Fässer, die man tragen und werfen kann, eine Wasserschlange, mit der man Wasserski fährt, oder lebendige Raketen, die man reiten kann. Neben den Hauptleveln gibt es noch Bonuslevel, in denen man als ein Kind von Globox gegen einen Robo-Piraten wettrennt, beim Gewinnen bekommt man Gesundheits- oder Power-Bonus für Rayman.

## Versionen
Rayman 2 wurde auf verschiedene Plattformen portiert. So erschien das Spiel zuerst für Nintendo 64 und Windows im Oktober 1999 in den USA und Europa. 2000 erschien eine Sega-Dreamcast-Version diesmal auch in Japan, sowie eine  PS1- und PS2-Version  mit dem Titel Rayman Revolution. In dieser Version konnten die verschiedenen Levels nicht mehr von der Weltkarte ausgewählt werden. Die Levels sind nun mit einer großen Spielwelt verbunden, die man erkunden muss. Die PlayStation-Version wurde in verschiedenen Sprachen synchronisiert, womit Rayman und Co. nun richtig sprechen konnten.  2001(USA) bzw. 2002(Europa) wurde Rayman 2: Forever veröffentlicht, welche die einzige 2D-Ausgabe des Spiels ist. Mit dem Launch des DS war Rayman DS ein Launch-Titel. Gleiches war der Fall beim Launch des 3DS, bei dem Rayman 3D im Lineup war. 2010 erschien weltweit Rayman 2 auch für IOS, welches aber wieder aus dem App-Store entfernt wurde. Man kann Rayman 2 auch im Playstation Network  als PS1-Version kaufen, wodurch das Spiel für mehrere weitere Playstation-Plattformen zur Verfügung steht.

## Rezeption
Rayman 2 bekam gute Kritiken. Rayman 2 hat vor allem mit der, für die damaligen Verhältnisse, guten Grafik überzeugt.

“Absolutely incredible. This is the most impressive visual effort I have ever seen in a video game.”

„Absolut unglaublich. Dies ist die beeindruckendste visuelle Anstrengung, die ich je in einem Videospiel gesehen habe.“